# Inès Lagdiri-Nastasi
Inès Lagdiri-Nastasi, née Inès Lagdiri le 17 janvier 1994, est une journaliste sportive et présentatrice française. Elle est journaliste au service des sports de France Télévisions, et est occasionnellement à la présentation de Tout le sport ainsi que des grands événements sportifs diffusés sur France 2 et France 3.

## Biographie

### Enfance et carrière tennistique junior
Inès Lagdiri est née le 17 janvier 1994 et a des origines tunisiennes. Elle grandit à Choisy-le-Roi dans le Val-de-Marne, où elle joue dès l'âge de 4 ans au tennis. Douée, la droitière prend part à six ans à ses premières détections à la ligue du Val-de-Marne à Créteil, puis à de nombreux tournois durant sa carrière junior, comme Les Petits As en 2008,, et intègre aussi le pole France de Nîmes,. Elle fréquente ainsi de futures joueuses de tennis professionnelles, à l’instar de Caroline Garcia, Kristina Mladenovic ou encore Léolia Jeanjean,. Elle est par ailleurs sacrée championne de France par équipes des 11 ans avec le Val-de-Marne, et disputera même le tournoi ITF de Grenoble.
À l'âge de 15 ans, elle se blesse au dos et voit l'arrêt des financements de la Fédération, signifiant ainsi la fin de sa carrière dans la discipline.

### Jeunesse et formation
Enthousiasmée par le journalisme, et après avoir fréquenté le lycée Marcelin-Berthelot à Saint-Maur-des-Fossés de 2010 à 2012 et obtenu un baccalauréat économique, elle s'oriente vers une double licence, spécialités histoire et sciences politiques, à l'Université Panthéon-Sorbonne, puis poursuit sur un master à l'Institut français de presse de 2015 à 2017. Dans le même temps, elle réalise plusieurs stages dans différents médias.
En parallèle, elle prend part à des concours de beauté, et est élue 1re dauphine de Miss Île-de-France en 2014,.

### Carrière à France Télévisions
À l'été 2017, Inès Lagdiri intègre en CDD le groupe France Télévisions,. Elle travaille alors pour les émissions Tout le sport et Stade 2 ainsi que pour la chaîne d'information France Info.
En mai 2019, la journaliste décroche un CDI au sein de France 3 Lorraine,.
En 2020, elle commente des rencontres du Tournoi de Roland-Garros sur la plateforme numérique France.tv Sport,. À la suite de cela, elle rejoint la rédaction des sports de France Télévisions. À partir de cette intégration, la journaliste intervient couramment à l'antenne dans les émissions Tout le sport et Stade 2, et pour l'édition 2021 de Roland-Garros, elle est à nouveau aux commentaires, mais cette fois-ci sur les chaînes de France Télévisions,. Elle devient ainsi la première femme journaliste à commenter du tennis sur les différents canaux du groupe.
En 2022, elle fait à nouveau partie du dispositif de France Télévisions couvrant Roland-Garros. Elle suit également durant l'été le Tour de France Femmes.
Inès Lagdiri-Nastasi est à nouveau au commentaire du Grand Chelem parisien en 2023, où elle couvre à l'issue de la quinzaine la finale dames, une première pour elle effectuée au côté de la championne de tennis devenue consultante Mary Pierce,. C'est aussi la première fois qu'une journaliste de France Télévisions commente une finale du tournoi de Roland-Garros,. Plus tard dans l'année, elle est associée au traitement des championnats du monde de cyclisme UCI diffusés par le groupe public.
Durant les Jeux olympiques d'été de 2024 organisés à Paris, elle commente les épreuves de tennis organisées au Stade Roland-Garros et présente des épreuves olympiques diffusées en journée sur France 3  depuis le « Club France » à la grande halle de la Villette.

### Vie privée
Inès Lagdiri est mariée depuis 2021 avec Ugo Nastasi, un ancien joueur de tennis franco-luxembourgeois devenu entraîneur,.